# Trstenik (Srbija)
Trstenik (ćirilično Трстеник) je grad i središte istoimene općine u Republici Srbiji. Nalazi se u Središnjoj Srbiji i pripada Rasinskom okrugu.

## Stanovništvo
Prema popisu stanovništva iz 2002. godine u gradu živi 17.180 stanovnika.
| Etnički sastav 2002. |            |        |
| Narod                | Stanovnika | %      |
| Srbi                 | 16.537     | 96,25% |
| Romi                 | 176        | 1,02%  |
| Crnogorci            | 105        | 0,61%  |
| Jugoslaveni          | 58         | 0,33%  |
| Goranci              | 40         | 0,23%  |
| Hrvati               | 17         | 0,09%  |
| Makedonci            | 17         | 0,09%  |
| ostali               | 24         | 0,10%  |
| nepoznato            | 67         | 0,38%  |

| broj stanovnika | 3273  | 5312  | 7226  | 9957  | 13239 | 18441 | 17180 |
|                 | 1948. | 1953. | 1961. | 1971. | 1981. | 1991. | 2002. |

## Vanjske poveznice
- Karte, udaljenosti, vremenska prognoza[neaktivna poveznica]
- Satelitska snimka naselja